# لوها
لوها (به انگلیسی: Loha) یک منطقهٔ مسکونی در هند است که در بخش ناندد واقع شده‌است. لوها ۲۴٬۱۲۵ نفر جمعیت دارد.